# أريزونا بيفريدج
أريزونا بيفريدجز Arizona Beverages USA (أو اختصاراً أريزونا AriZona)هي شركة أمريكية، تختص بإنتاج الشاي المثلج والعصائر ومشروبات الطاقة.
أسسها دون فولتاجيو وجون فيروليتو عام 1971 باسم (شركة فيروليتو فولتاجيو أند سانز) ثم تغير اسمها إلى أريزونا عام 1992.
طرحت منتجها الأول في عام 1992.
أشهر منتجاتها هو مشروبات «بيغ كان» Big Can وهي عبوات معدنية سعتها 680 ميلليلتر، وتتنوع بين الشاي المثلج والعصائر ومشروبات أخرى، وتباع بمبلغ 99 سنت في الولايات المتحدة، وبدولار وتسعة وعشرين سنتاً في كندا.
أما توليفة الشاي المثلج بعصير الليمون الذي يطلق عليه «أرنولد بالمر»Arnold Palmer فقد انتشر في التسعينات، ومن خلاله صارت الشركة أشهر موزع لهذا المشروب بمبيعات وصلت في عام 2010 إلى 100 مليون دولار أمريكي.